# Argo Real Estate
Argo Real Estate Opportunities Fund (AREOF) (numit anterior North Real Estate) este un fond de investiții britanic, înregistrat în Guernsey.
A fost lansat în august 2006, cu un capital de 100 de milioane de euro
și este listat pe bursa de la Londra.
Investițiile Argo se leagă de numele omului de afaceri cipriot Andreas Rialas, de profesie avocat, care a lucrat de-a lungul timpului în mai multe bănci.
El a fondat în 2000 fondul de investiții Argo Capital Partners, care este acționar atât în AREOF, cât și în Omilos Group, unde deține o participație de 50%.
În anul 2011, compania a cumpărat parcurile comerciale ERA din Oradea și Iași, de la firma cipriotă Omilos,
devenind astfel cel mai mare proprietar de spații de retail din România, cu active evaluate la 343,3 milioane de euro, având o suprafață închiriabilă de circa 215.000 de metri pătrați.
Deține următoarele centre comerciale:
- Riviera Shopping City din Odesa [7]
- Suceava Shopping City, deschis în 2008 [8]
- Sibiu Shopping City
- Era Shopping Park Iași [6]
- ERA Shopping Park Oradea, deschis pe 11 martie 2009